# Partits polítics de Mèxic
El sistema de govern de Mèxic és pluripartidista, és a dir, permet la creació i el desenvolupament de més de dos partits polítics. Tots els partits polítics mexicans han de registrar-se davant l'Institut Federal Electoral, l'organisme encarregat de la regulació dels processos electorals del país. Per tal de conservar el seu registre, però, han d'obtenir com a mínim el 2% de les votacions en les eleccions federals.

## Llista de partits polítics

### Partits Dominants
Històricament, tres han estat els partits polítics dominants:
- Partit Revolucionari Institucional (PRI) - Format el 1929 per unir les diverses faccions de la Revolució Mexicana, i per assegurar la transició pacífica i l'aplicació dels ideals social-demòcrates de la nova constitució de 1917. Va exercir un poder gairebé hegemònic la major part del segle xx. Es defineix com a partit de centreesquerra, encara que alguns presidents electes del partit van aplicar polítiques de centredreta durant llurs administracions. En l'actualitat són la tercera força política del parlament; van aconseguir el 26% dels vots de la Cambra dels Diputats. Tanmateix, encara governen més estats de la federació que no pas els altres partits.
- Partit Acció Nacional (PAN) - Format el 1939 com una alternativa social i en resposta a la Guerra Cristera de la dècada de 1930. És un patit conservador que s'identifica amb la ideologia dels partits demòcrata-cristians. Va ser el primer partit d'oposició a guanyar les eleccions a governador d'un estat de la federació (1989) i el 2000 el seu candidat, Vicente Fox, va guanyar les eleccions presidencials, convertint-se en el primer president d'un partit d'oposició a governar Mèxic a nivell federal des de 1929.[1] Cal esmentar que la democràcia cristiana a Llatinoamèrica és molt menys radical que a Europa, especialment a Mèxic; el govern del president Fox, per exemple, ha promogut els programes socials d'assistència als camperols, l'ús de la píndola de l'endemà, i va iniciar una campanya per combatre l'homofòbia en el camp laboral, activitats molt criticades per l'Església Catòlica mexicana. En l'actualitat els diputats del PAN conformen la majoria relativa d'ambdues cambres del Congrés de la Unió, i el seu candidat presidencial Felipe Calderón.
- Moviment Regeneració Nacional (MORENA) - Format el 2014, porto a la presidència a Andrés Manuel López Obrador.

### Partits menors
Llista de partits polítics que s'han registrat.
- Partit del Treball (PT) - Format el 1990 com a partit d'ideologia d'extrema esquerra. No va aconseguir el 2% necessari per mantenir el seu registre durant les eleccions parlamentàries de 1991. Va tornar a participar en les eleccions presidencials de 1994, però, la seva candidata va declinar en favor del candidat del PRD. Posteriorment va conservar el seu registre per mitjà d'aliances amb el PRD; de fet, el candidat de l'aliança del PRD-PT va guanyar les eleccions a governador de l'estat deZacatecas. En les últimes eleccions parlamentàries del 2003 va aconseguir el 2,4% dels vots populars (vot directe) de manera independent. Per a les eleccions presidencials del 2006 es va aliar amb el PRD.
- Partit Verd Ecologista de Mèxic (PVEM) - Fundat el 1986 originalment amb el nom de Partit Verd Mexicà, no va aconseguir el percentatge de vots necessaris per conservar el seu registre. El 1991 es va registrar amb el nom Partit Ecologista de Mèxic, però tampoc no aconseguiria el nombre de vots necessaris. Finalment el 1993 es va registrar amb el nom actual, aconseguint el percentatge necessari per conservar el seu registre. El 2000 es va aliar amb el PAN durant les eleccions presidencials, i el 2006 es va aliar amb el PRI.
- Moviment Ciutadà- Fundat el 1999 i va participar en les eleccions presidencials del 2000 aliant-se amb el PRD, la qual cosa va permetre que conservés el seu registre. El 2003 va participar en les eleccions parlamentàries de manera independent i va obtenir el 2,3% dels vots nacionals. Per a les eleccions presidencials del 2006 es va aliar amb el PRD.
- Partit de la Revolució Democràtica (PRD) - Format el 1989 per Cuauhtémoc Cárdenas i unint als diversos partits d'esquerra que havien donat suport a la seva candidatura a la presidència durant les controvertibles eleccions presidencials de 1989. Ha governat el Districte Federal des de 1997. Avui dia són la primera minoria d'ambdues cambres del Congrés de la Unió.

### Partits petits amb registre
Els següents partits han participat en les eleccions anteriors.
- Partit Nova Aliança (PNA)
- Partit Alternativa Social-Demòcrata i Camperola (PASDC)
- Partit Imperialista d'Occident (PIO).[2]